# Vox (Norwegen)

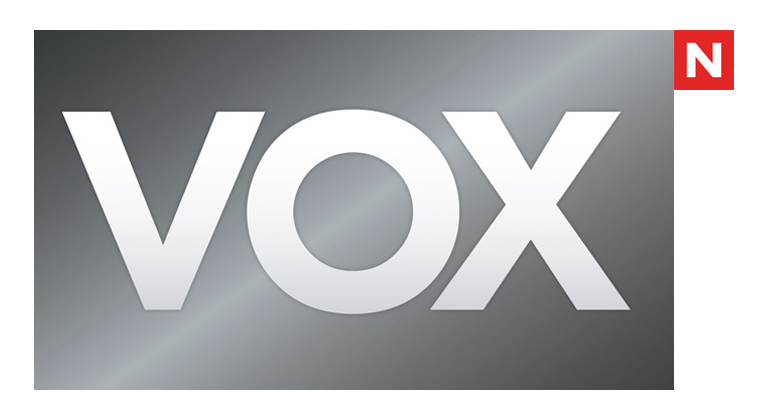
Ehemaliges Logo

VOX ist ein norwegischer TV-Sender der am 23. Januar 2012 auf Sendung ging. Die Ausstrahlung erfolgt von Großbritannien aus. Neben VOX betreibt Warner Bros. Discovery in Norwegen noch die Sender TVNorge, MAX und FEM.
Das Programmangebot des Senders umfasst schwerpunktmäßig Serien, Shows und Filme.

## Sendungen
- Benidorm
- Big Love
- Dalziel & Pascoe
- Deadwood
- Doc Martin
- Drømmedesign
- Gordon Ramsay rydder opp
- Hell on Wheels
- Inspektør Morse
- Jamie’s Great Britain
- Kokkefest
- Letterman
- Mad Men
- Man Stroke Woman
- Murdoch-mysteriene
- NYPD Blue
- Politiagentene
- Shameless
- Sporløst forsvunnet
- The Apprentice
- The Borgias
- The Hour
- The Office
- Trollied
- Uka med Jon Stewart
- 71° nord UK